# Madi (Sankhuwasabha)
Madi (Nepali मादी) ist eine Stadt (Munizipalität) im östlichen Nepal im Distrikt Sankhuwasabha. 
Die Stadt entstand Ende 2014 durch Zusammenlegung der Village Development Committees Madi Mulkharka, Madi Rambeni und Mawadin. Das Stadtgebiet umfasst 110,1 km².

## Einwohner
Bei der Volkszählung 2011 hatten die VDCs, aus welchen die Stadt Madi entstand, 14.470 Einwohner (davon 6623 männlich) in 3216 Haushalten.